# William Mungen

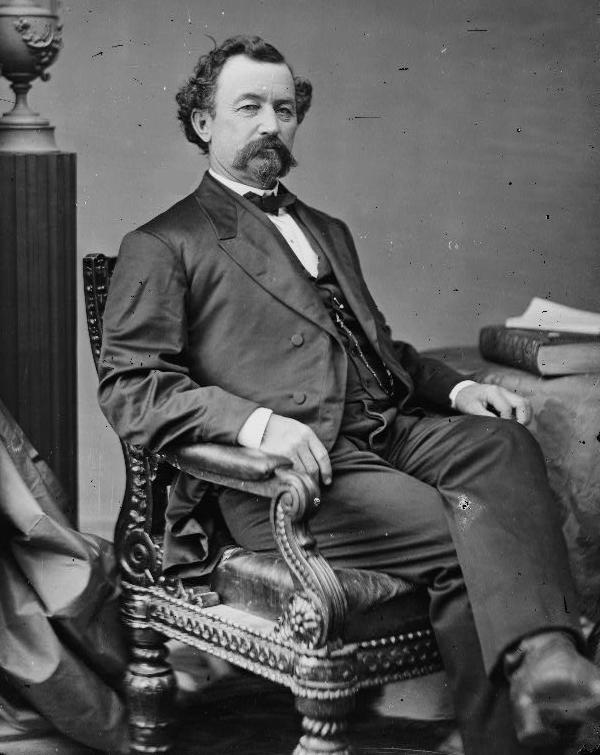
William Mungen

William Mungen (* 12. Mai 1821 in Baltimore, Maryland; † 9. September 1887 in Findlay, Ohio) war ein US-amerikanischer Politiker. Zwischen 1867 und 1871 vertrat er den Bundesstaat Ohio im US-Repräsentantenhaus.

## Werdegang
Im Jahr 1830 kam William Mungen mit seinen Eltern nach Ohio, wo er die öffentlichen Schulen besuchte. Danach arbeitete er für einige Zeit als Lehrer. Er war auch Herausgeber und Verleger der Zeitung Findlay Democratic Courier. Politisch schloss er sich der Demokratischen Partei an. Zwischen 1846 und 1850 war er Revisor der Verwaltung des Hancock County; in den Jahren 1851 und 1852 gehörte er dem Senat von Ohio an. Nach einem Jurastudium und seiner 1853 erfolgten Zulassung als Rechtsanwalt begann er in Findlay in diesem Beruf zu praktizieren. Im Juni 1856 nahm er als Delegierter an der Democratic National Convention in Cincinnati teil, auf der James Buchanan als Präsidentschaftskandidat nominiert wurde. Zwischen 1861 und 1863 diente er während des Bürgerkrieges im Heer der Union, in dem er bis zum Oberst aufstieg.
Bei den Kongresswahlen des Jahres 1866 wurde Mungen im fünften Wahlbezirk von Ohio in das US-Repräsentantenhaus in Washington, D.C. gewählt, wo er am 4. März 1867 die Nachfolge von Francis Celeste Le Blond antrat. Nach einer Wiederwahl konnte er bis zum 3. März 1871 zwei Legislaturperioden im Kongress absolvieren. Zwischen 1865 und 1869 war die Arbeit des Kongresses von den Spannungen zwischen den Republikanern und Präsident Andrew Johnson überschattet, die in einem nur knapp gescheiterten Amtsenthebungsverfahren gipfelten. In den Jahren 1868 bzw. 1870 wurden der 14. und der 15. Verfassungszusatz ratifiziert.
1870 verzichtete William Mungen auf eine weitere Kongresskandidatur. Nach dem Ende seiner Zeit im US-Repräsentantenhaus war er wieder als Anwalt tätig. Er starb am 9. September 1887 in Findlay, wo er auch beigesetzt wurde.